# Вальтер Гірг
Вальтер Ґірґ (нім. Walter Girg; 13 серпня 1919, Ганновер — 25 липня 2010, Гільден) — німецький диверсант, офіцер військ СС, гауптштурмфюрер СС (27 березня 1945). Кавалер Лицарського хреста Залізного хреста з дубовим листям.

## Біографія
В 1939 році вступив у частини посилення СС. У складі дивізії СС «Райх» брав участь у Балканській кампанії і боях на радянсько-німецькому фронті.
У квітні 1944 року переведений у єгерські частини СС (війська особливого призначення) і призначений командиром взводу 1-ї роти 502-го єгерського батальйону СС. Спеціалізувався на спеціальних диверсійних операціях у тилу ворожих військ. У вересні 1944 року під час однієї з операцій у Карпатах був важко поранений. Після лікування очолив спеціальне з'єднання винищувальних частин «Центр», призначених для дій (у тому числі й у радянській військовій формі) у тилу радянських військ, що наступали. Воював у Померанії, брав участь в обороні фортеці Кольберг. Останні місяці війни був інструктором бойової підготовки винищувальних формувань СС.

## Нагороди
- Медаль «У пам'ять 1 жовтня 1938» із застібкою «Празький град»
- Медаль «За будівництво оборонних укріплень»
- Штурмовий піхотний знак
- Залізний хрест 2-го класу (24 грудня 1941)
- Медаль «За зимову кампанію на Сході 1941/42»
- Залізний хрест 1-го класу (11 вересня 1944)
- Лицарський хрест Залізного хреста з дубовим листям
  - Лицарський хрест (№ 3 783; 4 жовтня 1944) — як унтерштурмфюрер СС і командир взводу 1-ї роти 502-го єгерського батальйону СС.
  - Дубове листя (№ 814; 1 квітня 1945) — як гауптштурмфюрер СС і командир спеціального з'єднання винищувальних частин «Центр».